# Symbicort
Le symbicort est un anti-asthmatique combinant 2 principes actifs (Budésonide et Formotérol) commercialisé sous deux formes pharmaceutiques (Turbuhaler et en aérosol présurisé par du HFA 227) par la société AstraZeneca. Il est utilisé dans le traitement de l'asthme, de la broncho-pneumopathie chronique obstructive, et de la bronchite chronique. 
La version aérosol est produite sur le site AstraZeneca de Dunkerque.
Les principes actifs de la forme en Turbuhaler sont donc le budésonide (160,00 microgrammes pour une dose délivrée) et le fumarate de formotérol dihydraté (4,50 microgrammes pour une dose délivrée). L'excipient est le lactose monohydraté.